# Hammer (Ellefeld)
Hammer ist eine Ortslage von Ellefeld im sächsischen Vogtland.
Bereits 1880 war der Ortsteil mit dem Ort Ellefeld, dem er zugehörig war, zusammengewachsen.

## Belege
1. ↑  Alphabetisches Verzeichniss der im Königreiche Sachsen belegenen Stadt- und Landgemeinden mit den zubehörigen, besonders benannten Wohnplätzen ... : nebst alphabetischem Register (Eintrag 10)
2. ↑  Alphabetisches Taschenbuch sämmtlicher im Königreiche Sachsen belegenen Ortschaften und der besonders benannten Wohnplätze (Eintrag 6)